# Cephalaspidea
Отряд Cephalaspidea является основным таксоном для headshield slugs (досл.: «щитоголовых слизней») и bubble snails (досл.: «улиток-пузырей») и включён в крупную кладу Euopisthobranchia. Клада насчитывает более 600 видов.
Животные клады считались самыми древними из заднежаберных моллюсков, но теперь определяются как отделившиеся специализированные представители Euthyneura Spengel, 1881.

## Анатомия
Подавляющее большинство обладает раковиной, которая может быть внутренней или редуцированной. Хорошо развит головной щиток — характерное расширение на голове, которым моллюск вскапывает песок на поверхности. Щиток предотвращает попадание песка в мантийную полость. Передвигаются моллюски при помощи мускулистой ноги с крылообразными плавательными лопастями параподиями или без них.

### Образ жизни и связанные с ним анатомические особенности
Щитоголовые слизни обитают под поверхностью песка или на скалистых поверхностях. Их сенсорные органы хорошо развиты для поиска добычи, среди которой могут быть другие заднежаберные, полихеты (многощетинковые черви) и фораминиферы. Некоторые виды являются прожорливыми хищниками.

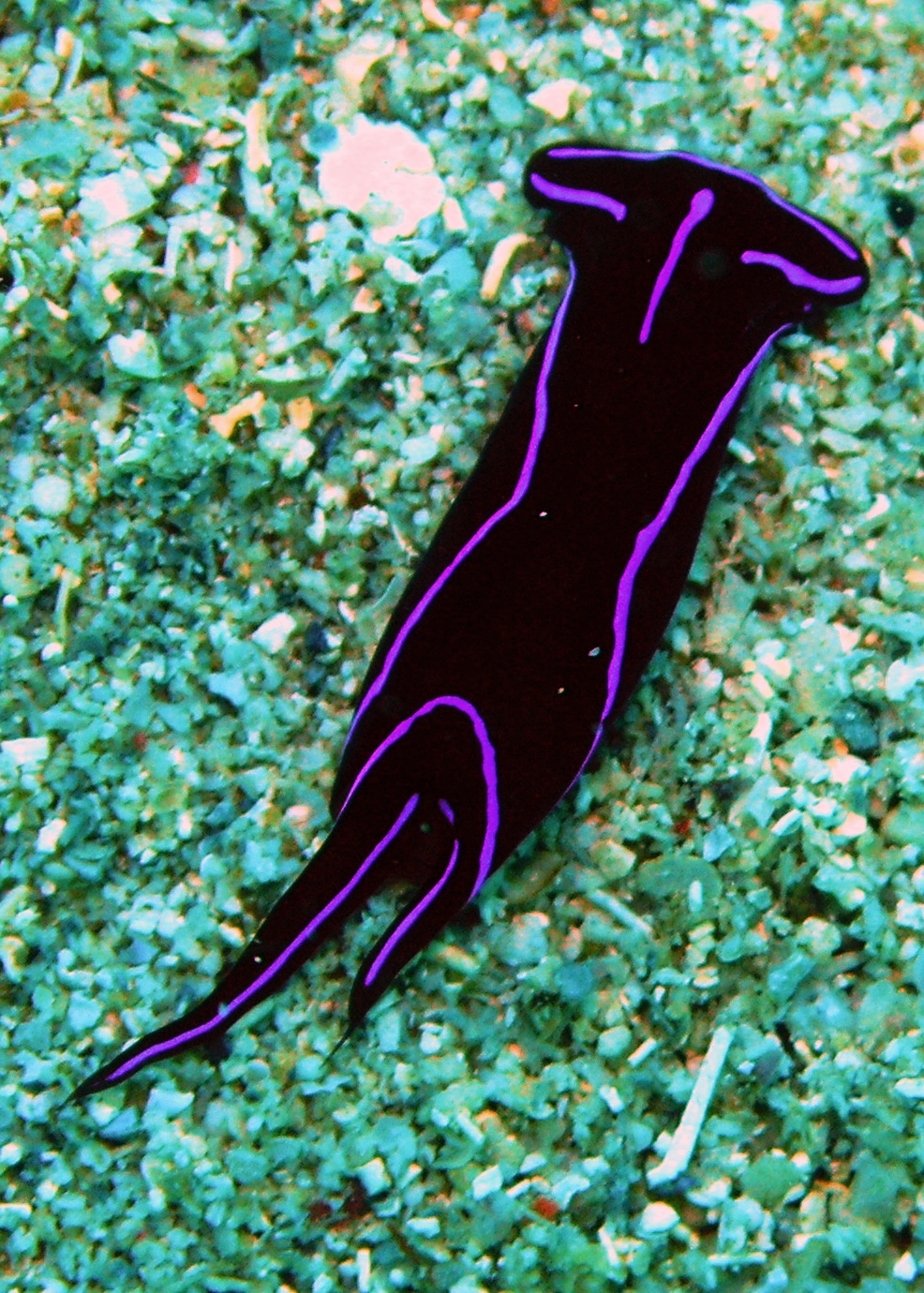
Chelidonura varians (Aglajidae)

Ярко окрашенные представители рода Chelidonura обладают хорошо развитыми глазами в передней части головы и пучками чувствительных ресничек вокруг рта. Реснички помогают обнаружить добычу по следам слизи.
Орган Хэнкока — хемосенсорный орган, расположенный между ногой и головным щитком. Выглядит как тёмно-коричневая ямка у основания правого ринофора (головного придатка, похожего на усик) и помогает в сенсорном и обонятельном поиске добычи.

## Таксономия
Систематика улиток-пузырей — владельцев наружной раковины — ранее основывалась на простых характеристиках самих раковин. Но поскольку в группе встречаются морфологические сходства, систематики с недавнего времени принимают во внимание и другие анатомические особенности, такие как радула, желудок, пенис и орган Хэнкока.

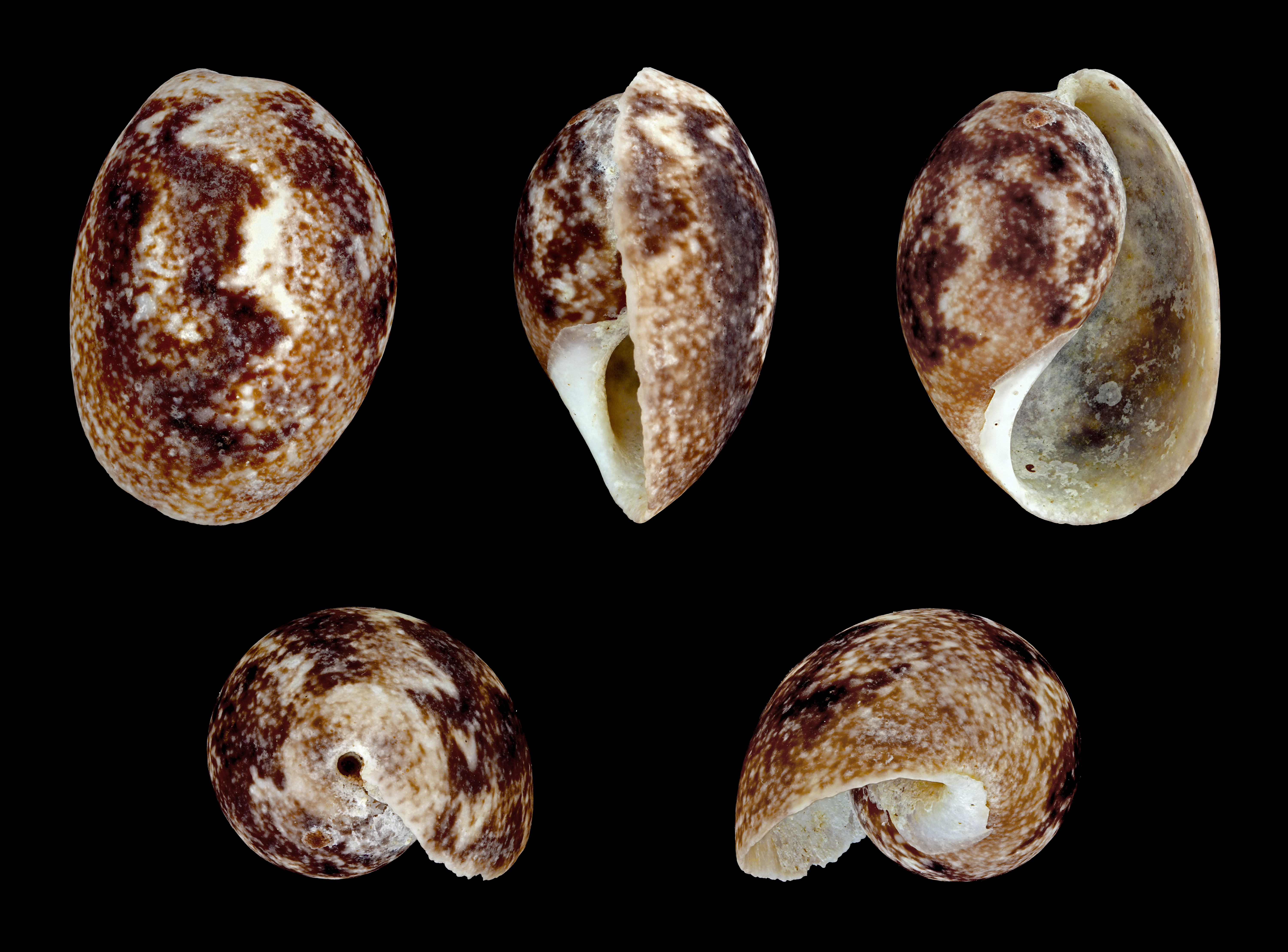
Bulla ampulla (Bullidae)

Исследование 2015 г., основанное на молекулярной филогенетике, существенно изменило таксономию Cephalaspidea. Все представители Cephalaspidea произошли от одного общего предка, однако семейства Cylichnidae, Diaphanidae, Haminoeidae, Philinidae и Retusidae оказались немонофилитическими. Были созданы новые семейства (Alacuppidae, Colinatydidae, Colpodaspididae, Mnestiidae, Philinorbidae) и один новый род (Alacuppa). Два семейства (Acteocinidae, Laonidae) и два рода (Laona, Philinorbis) восстановлены как действующие.

### Таксономия Линнея
- Подотряд Cephalaspidea P. Fischer, 1883
  - Надсемейство Acteonoidea D’Orbigny, 1835
  - Надсемейство Bulloidea Lamarck, 1801
  - Надсемейство Cylindrobulloidea Thiele, 1931 — теперь включены в подотряд Sacoglossa
  - Надсемейство Diaphanoidea Odhner, 1914
  - Надсемейство Haminoeoidea Pilsbry, 1895
  - Надсемейство Philinoidea J.E. Gray, 1850
  - Надсемейство Ringiculoidea Philippi, 1853

### Таксономия 2005 года

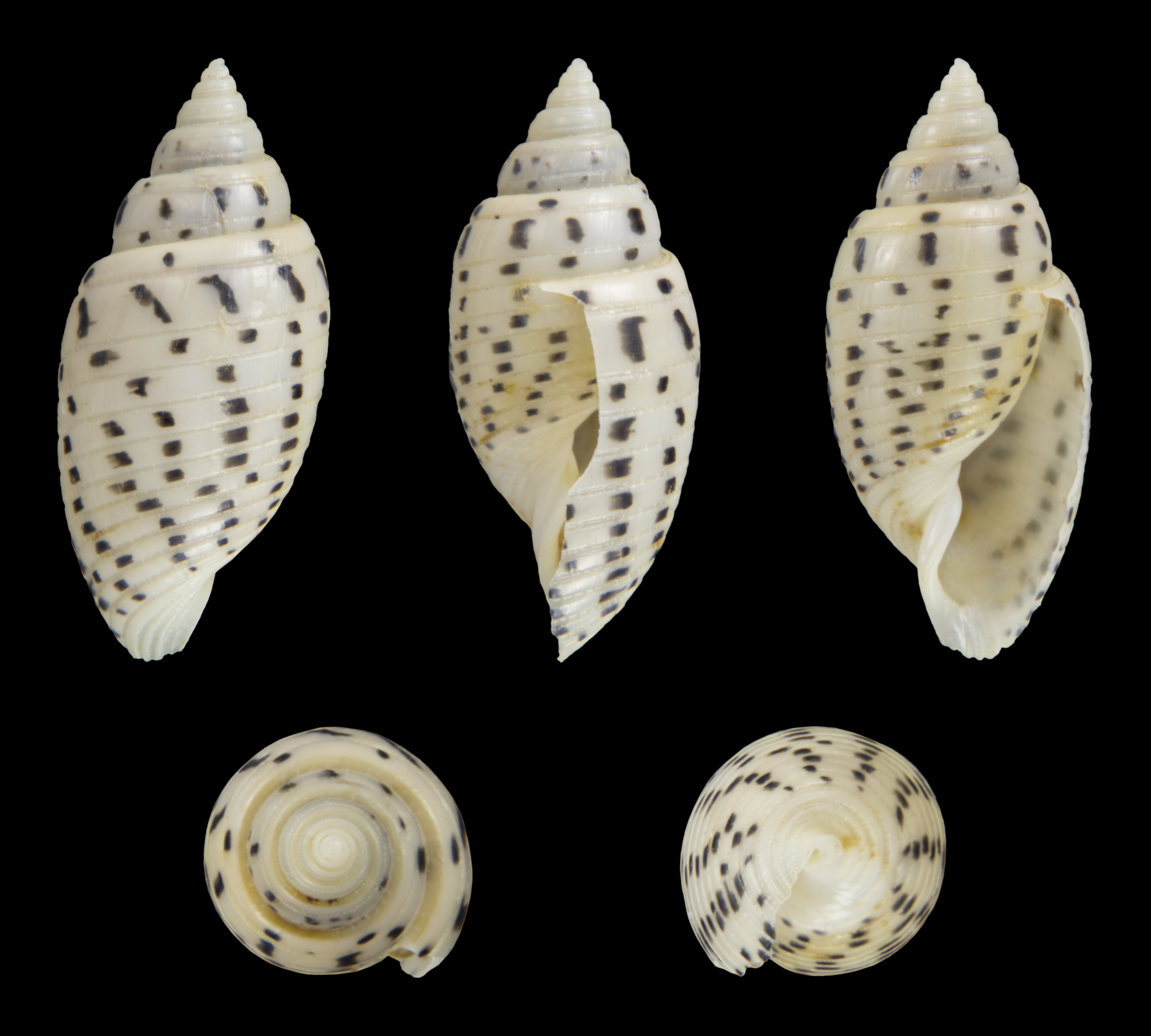
Japonactaeon suturalis (Acteonidae)

В систематике брюхоногих Буше и Рокруа (2005) клада Cephalaspidea устроена таким образом:
- Надсемейство Bulloidea: семейство Bullidae
- Надсемейство Diaphanoidea: семейства Diaphanidae и Notodiaphanidae
- Надсемейство Haminoeoidea: семейства Haminoeidae, Bullactidae и Smaragdinellidae
- Надсемейство Philinoidea: семейства Philinidae, Aglajidae, Cylichnidae, Gastropteridae, Philinoglossidae, Plusculidae и Retusidae
- Надсемейство Runcinoidea: семейства Runcinidae и Ilbiidae

Надсемейство Acteonoidea было включено в новую неформальную группу «низших Heterobranchia», и надсемейство Cylindrobulloidea стало частью группы Cylindrobullida.

### Таксономия 2009 года
Malaquias et al.(2009) изменили таксономию Cephalaspidea sensu lato:
- восстановлен Architectibranchia;
- восстановлен Runcinacea как допустимое название за пределами Cephalaspidea;
- восстановлен Scaphandridae как действующее семейство;
- в классификации не использовались надсемейства.

Таксономия Cephalaspidea sensu lato от Malaquias et al. (2009) выглядит так (перечислены роды с молекулярным анализом; не проанализированные семейства относятся к «incertae sedis»):
Architectibranchia Haszprunar, 1985
- Семейство Acteonidae d’Orbigny, 1843 — Acteon, Mexacteon, Pupa
- Семейство Aplustridae Gray, 1847 — Hydatina, Micromelo
- Семейство Bullinidae Gray, 1850 incertae sedis
- Семейство Ringiculidae Philippi, 1853 incertae sedis
- Семейство Notodiaphanidae Thiele, 1931 incertae sedis

Runcinacea Burn, 1963
- Семейство Runcinidae H. Adams & A. Adams, 1854 — Runcina
- Семейство Ilbiidae Burn, 1963 incertae sedis

Cephalaspidea Fischer, 1887 — Cephalaspidea sensu stricto
- Семейство Diaphanidae Odhner, 1914 — Diaphana, родColpodaspis — incertae sedis
- Семейство Cylichnidae H. Adams & A. Adams, 1854 — Cylichna
- Семейство Scaphandridae G. O Sars, 1878 — Scaphander
- Семейство Retusidae Thiele, 1925 — Retusa, Pyrunculus
- Семейство Rhizoridae Dell, 1952 — Volvulella
- Семейство Bullidae Gray, 1827 — Bulla
- Семейство Philinidae Gray, 1850 — Philine
- Семейство Aglajidae Pilsbry, 1895-96 — Aglaja, Chelidonura, Navanax, Odontoglaja, Philinopsis
- Семейство Philinoglossidae Hertling, 1932 — Philinoglossa
- Семейство Gastropteridae Swainson, 1840 — Gastropteron, Sagaminopteron, Siphopteron
- Семейство Plusculidae Odhner, 1968 incertae sedis
- Семейство Haminoeidae Pilsbry, 1893 — Atys, Haminoea, Phanerophthalmus, Smaragdinella, Ventomnestia incertae sedis
- Семейство Bullactidae Thiele, 1826 incertae sedis

### Таксономия 2010 года

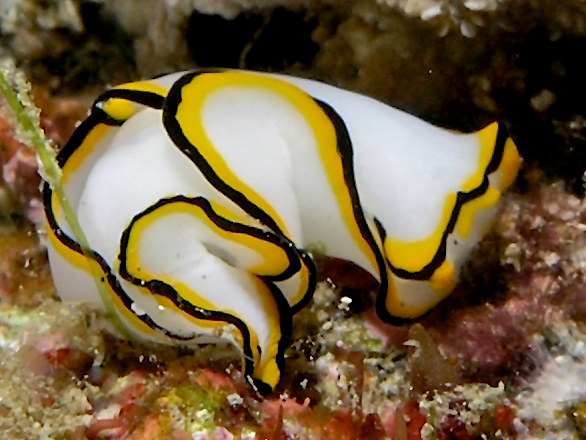
Chelidonura pallida (Aglajidae)

Впоследствии Malaquias (2010) переместил Bullacta exarata (ранее единственный представитель Bullactidae) в семейство Haminoeidae.
Jörger et al. (2010) переместили Cephalaspidea sensu stricto и Runcinacea в Euopisthobranchia и подтвердили место Acteonoidea в «низших Heterobranchia». Все семейства Architectibranchia уже входили в состав «низших Heterobranchia» в таксономии Буше и Рокруа, за исключением Notodiaphanidae, которого поместили в «низших Heterobranchia» в 2010 г., чтобы Architectibranchia могла считаться монофилетической.

### Таксономия 2015 года
В публикации Oskars T.R., Bouchet P. & Malaquias M.A. (2015). A new phylogeny of the Cephalaspidea (Gastropoda: Heterobranchia) based on expanded taxon sampling and gene markers. в журнале Molecular Phylogenetics and Evolution пришли к следующим выводам, с созданием новых семейств:
- Acteocinidae Dall, 1913 — type genus: Acteocina Gray, 1847
- Alacuppidae Oskars, Bouchet, and Malaquias, 2015 — типовой род: Alacuppa Oskars, Bouchet, and Malaquias, 2015
- Mnestiidae Oskars, Bouchet, and Malaquias, 2015 — типовой род: Mnestia H. Adams and A. Adams, 1854
- Colpodaspididae Oskars, Bouchet, and Malaquias, 2015 — типовой род: Colpodaspis M. Sars, 1870
- Colinatydidae Oskars, Bouchet, and Malaquias, 2015 — типовой род: Colinatys Ortea, Moro and Espinosa, 2013
- Philinorbidae Oskars, Bouchet, and Malaquias, 2015 — типовой род: Philinorbis Habe, 1950
- Laonidae Pruvot-Fol, 1954 (formerly Laoninae) — типовой род: Laona A. Adams, 1865
- [неназначенный] Cephalaspidea (временное имя) с родами Cylichnium Dall, 1908, Micratys Habe, 1952 и Noalda Iredale, 1936.

Надсемейство Bulloidea не было подтверждено байесовским подходом, Diaphanoidea оказалось полифилетическим. Были признаны надсемейства Haminoeoidea и Philinoidea. Состав каждого из надсемейств кардинально перестроен.